# Will Joseph (rugby à XV, 2002)
Pour les articles homonymes, voir Will Joseph et Joseph.
Ne doit pas être confondu avec Will Joseph (rugby à XV, 1877).
Pas d'image ? Cliquez ici

a Compétitions nationales et continentales officielles uniquement.

b Matchs officiels uniquement.
Dernière mise à jour le 25 septembre 2023.
Will Joseph, né le 15 juillet 2002 à Derby (Angleterre), est un joueur international anglais de rugby à XV jouant en tant que centre avec les Harlequins en Premiership.
Il est le frère de Jonathan Joseph, également joueur international anglais de rugby à XV.

## Biographie

### Jeunesse et formation
Frère cadet de l'international Jonathan Joseph, il a étudié à la Millfield School (en).
Pensionnaire de l'Academy (centre de formation) des London Irish, il joue pour les Newbury Blues chez les jeunes.

### Carrière en club
Il fait ses débuts avec l'équipe première des London Irish lors de la saison 2020-2021, étant aligné en championnat et en Challenge européen. C'est dans cette compétition qu'il inscrit son premier essai lors d'un match contre le Castres olympique en 2021-2022, à l'issue d'une course depuis ses propres 22 mètres en solitaire. Impressionnant ses dirigeants de par ses performances, il est également décisif en demi-finale de la Premiership Rugby Cup (en) avec un essai contre les Leicester Tigers.
Le centre, d'abord pressenti chez les Saracens, part vers le club des Harlequins à l'été 2023, remplaçant notamment Joe Marchant dans l'effectif.

### Carrière internationale
Capé chez les moins de 18 ans de l'Angleterre, il est sélectionné avec l'équipe d'Angleterre des moins de 20 ans pour le Tournoi des Six Nations des moins de 20 ans 2022, durant lequel il dispute deux rencontres.
Remarqué par Eddie Jones, malgré son manque de temps de jeu en club, Will Joseph honore sa première cape internationale avec l'équipe d'Angleterre en juillet 2022 contre l'Australie en tant que remplaçant. Il est également inclus dans le groupe de préparation pour la Coupe du monde 2023.

## Palmarès

### En club
- Finaliste de la Premiership Rugby Cup en 2022 (en) avec les London Irish.